# Gottlieb Riem

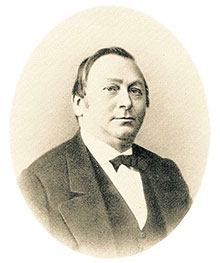
Gottlieb Riem

Gottlieb Riem (getauft 8. Juli 1825 in Wichtrach; † 3. November 1888 in Kiesen; heimatberechtigt in Mühledorf) war ein Schweizer Politiker und Weinhändler.
Gottlieb Riem wuchs auf einem Bauernhof auf und wurde selber zunächst Landwirt. Als Politiker betätigte er sich als Gemeindepräsident von Kiesen, Berner Grossrat von 1862 bis 1866 und als freisinniger Nationalrat von 1867 bis 1888. Er war dort Mitglied nur weniger Kommissionen und kein parlamentarischer Wortführer, stimmte aber immer stramm mit den Radikalen. Historiker und Politologe Erich Gruner erwähnt, Riem sei in der Bundesversammlung bekannt gewesen als grosser Schweiger. Er stimmte 1873 für die Einführung des fakultativen Referendums, 1876 für das Fabrikgesetz und 1883 gegen die Verstaatlichung der Eisenbahnen. Riem galt als Vertrauensmann der bernischen Bauern und setzte sich für die Sekundarschule Oberdiessbach ein.
1868 gründete Gottlieb Riem zusammen mit Johann Gottfried Daepp (1847–1890) eine der ersten Weinhandlungen im Kanton Bern. Riem übernahm die Auslieferung des Weins ab Bahnhof Kiesen. Bald wurden eigene Rebberge erworben und Trauben selber gekeltert. Die immer noch existierende Firma wird nun in der 5. Generation geführt (2018).
Der reformierte Gottlieb Riem heiratete am 2. November 1849 Magdalena Leuenberger, Tochter der Magdalena. Riem ist der Ur-Ur-Ur-Urgrossvater von Katja Riem, welche seit 2023 dem Nationalrat angehört. 